# Dilman Schmid

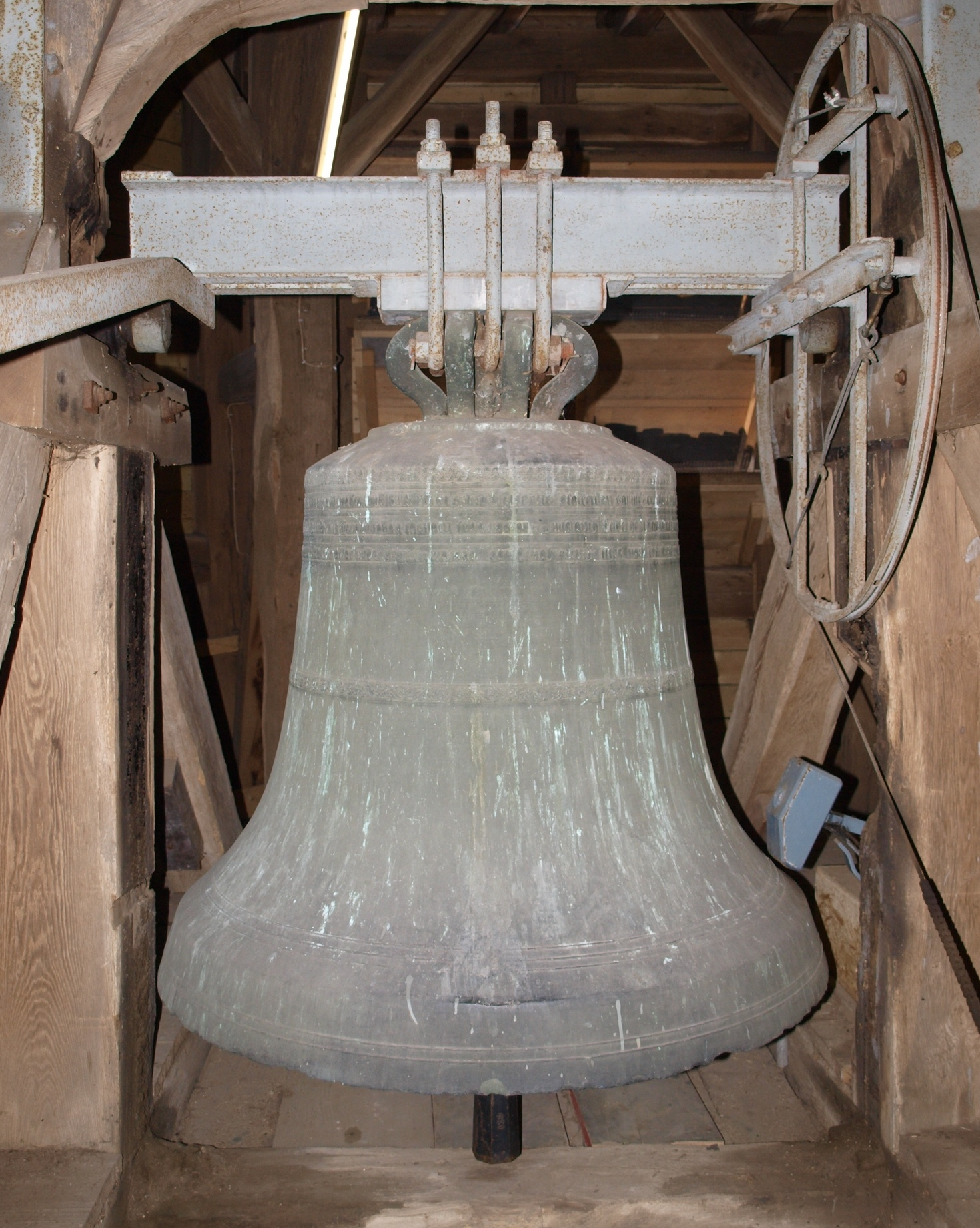
1690 von D. Schmid gegossene Glocke

Dilman Schmid (Eigenschreibweise des Vornamens Tilman, auf einer Glocke für Melbach auch Johann Dilman Schmid) war ein deutscher Glockengießer aus Aßlar im Übergang vom 17. ins 18. Jahrhundert. Er goss viele Glocken nach Mittelhessen und Umgebung, von denen einige erhalten sind.

## Geschichte
Dilman Schmid wurde um 1646 oder 1664 geboren. 1682 kam seine Tochter Anna Kunigunda zur Welt. Seine ersten Glocken goss er gemeinsam mit Antonius oder Adoni Fei/Faer (unterschiedliche Schreibweisen auf den Glocken). Dieser goss ebenso gemeinsam mit dem Aßlarer Johann Jacob Rincker, etwa im Jahr 1683 eine Glocke für Ober-Hörgern. Das lässt den Schluss zu, dass Fei Lehrmeister von Schmid und Rincker gewesen sein könnte. Die letzten Glocken mit Fei entstanden um 1696.
Ab spätestens 1708 begleitete auch Schmids Schwiegersohn Philipp Schweitzer, der Anna Kunigunda geheiratet hatte, den Glockenguss.
Im Jahr 1709 wurden Schmid und Schweitzer als Sachverständige angehört, um eine von der Frankfurter Glockengießerfamilie Schneidewind gefertigte und von Hanau bemängelte Glocke für die Marienkirche zu beurteilen.
Die letzte dokumentierte Glocke goss Schmid 1715 für Ober-Wöllstadt. Schweitzer übernahm den Gießerbetrieb und führte ihn noch einige Jahre in Werdorf fort.

## Charakteristika
Schmid goss die meisten seiner frühen Glocken in Septim-Rippe, d. h. mit einer Septime als Unterton. Später wechselte er zur Oktav-Rippe, deren Teiltonaufbau er – wie etwa in Weilburg – auch mit hoher Genauigkeit einhielt. Die Terz ist meistens eine kleine Terz, beispielsweise bei einer Glocke für Großen-Linden kommt auch eine große Terz vor.
Die Inschriften verfasste Schmid mit einigen Schreibfehlern in Schwabacher Schrift. Später ging er zu einer Barock-Antiqua, oft in Versalien, über; teils verwendete er auch beide gleichzeitig. Ein sehr häufig auf seinen Glocken zu lesender Spruch ist „Die schlafende weck ich die suender schreck ich die dotten [=Toten] bewein ich * dilman schmid von aslar gos mich, durchs feuer flos ich * 1697“ oder „zum gebet ruf ich / des juenste gerichts erinere ich dich“ (beide Beispiele aus Langgöns).
Neben Zierringen auf dem Wolm und verschiedentlichen Zierfriesen an der Haube sind auf Schmids Glocken häufig auch Heiligenbilder zu finden. Die Krone ist eine gewöhnliche Sechshenkelkrone mit schmucklosen, fast kreisrunden und im Querschnitt quaderförmigen Henkeln.

## Werke
In den beiden Weltkriegen wurden viele Glocken zu Rüstungszwecken eingeschmolzen oder durch Brände zerstört. Einige kehrten nach dem Zweiten Weltkrieg aus dem Glockenlager in Hamburg („Glockenfriedhof“) zurück. Manche wurden bereits im 18. oder 19. Jahrhundert umgegossen.
Die folgende Liste gibt einen – sicherlich unvollständigen – Überblick über die Glocken von Dilman Schmid.
| Jahr | Aufhängungsort (aktuell)   | Gebäude/Nutzung                     | Schlagton | Masse          | Durchmesser | Erhalten  | Bemerkung |
| ---- | -------------------------- | ----------------------------------- | --------- | -------------- | ----------- | --------- | --- |
| 1684 | Grünberg (Hessen)          | Ev. Stadtkirche                     | f1        |                |             | Ja        | |
| 1685 | Daubhausen                 | Ev. Kirche                          |           |                |             | Nein      | Gegossen für Edingen, verkauft nach Daubhausen |
| 1686 | Nieder-Eschbach            | Ev. Kirche                          | g1        |                |             | Ja        | Gegossen für die ev. Kirche Nieder-Wöllstadt, dort nach dem Zweiten Weltkrieg zu Rincker abgegeben und später weitervermittelt. Krone abgebrochen. |
| 1686 | Wetzlar                    | Sim. Wetzlarer Dom                  | fis1      | 1.400 kg (ca.) | 1.275 mm    | Ja        | |
| 1686 | Atzbach                    | Ev. Kirche                          |           |                |             | Nein      | 1850 umgegossen |
| 1686 | Effolderbach               | Ev. Kirche                          |           |                |             | Nein      | Kein Gießervermerk, jedoch Inschrift „Ich ruf zu Gott und kling zu Grab o Mensch dein große Sünd leg ab“ passend zu Schmids Schema und ähnlich zu Nieder-Wöllstadt „ich ruf got euch und kling zu grab o mensch dein grosse suend leg ab“. Ende des 19. Jahrhunderts umgegossen. |
| 1686 | Melbach                    | Ev. Kirche                          |           |                |             | Nein      | 1859 für neues Geläut eingeschmolzen |
| 1687 | Ortenberg                  | Marienkirche                        |           |                |             | Unbekannt | [ 7 ] |
| 1687 | Hochstadt                  | Ev. Wehrkirche St. Kilian           | g1        |                |             | Ja        | Gemeinsames Werk mit Adoni Fei |
| 1688 | Philippstein               | Ev. Kirche                          |           |                |             | Unbekannt | [ 9 ] |
| 1688 | Volpertshausen             | Alte Kirche                         |           |                |             | Nein      | 1866 umgegossen |
| 1690 | Usingen                    | Ev. Laurentiuskirche                | gis1      |                |             | Nein      | h1 bereits 1899 umgegossen, cis2 im Ersten Weltkrieg zerschlagen und gis1 im Zweiten Weltkrieg von Granatsplitter getroffen |
| 1690 | Usingen                    | Ev. Laurentiuskirche                | h1        |                |             | Nein      | h1 bereits 1899 umgegossen, cis2 im Ersten Weltkrieg zerschlagen und gis1 im Zweiten Weltkrieg von Granatsplitter getroffen |
| 1690 | Usingen                    | Ev. Laurentiuskirche                | cis2      |                |             | Nein      | h1 bereits 1899 umgegossen, cis2 im Ersten Weltkrieg zerschlagen und gis1 im Zweiten Weltkrieg von Granatsplitter getroffen |
| 1690 | Allendorf/Lahn             | Ev. Kirche                          | cis2      | 680 kg         | 690 mm      | Ja        | |
| 1690 | Wieseck                    | Michaelskirche                      |           |                |             | Nein      | 1817 umgegossen durch F. W. Otto |
| 1690 | Wölfersheim                | Ev.-ref. Kirche                     |           |                |             | Nein      | 1862 umgegossen |
| 1690 | Ebersgöns                  | Ev. Kirche                          |           |                |             | Nein      | „Sehr disharmonisches Geläute“ Die vermutlich größere Glocke wurde im Zweiten Weltkrieg konfisziert |
| 1690 | Ebersgöns                  | Ev. Kirche                          | h1        |                |             | Ja        | „Sehr disharmonisches Geläute“ Die vermutlich größere Glocke wurde im Zweiten Weltkrieg konfisziert |
| 1690 | Rüdigheim (Amöneburg)      | St. Antonius der Einsiedler         | c2        | 265 kg         | 760 mm      | Ja        | [ 14 ] |
| 1691 | Rodheim vor der Höhe       | Ev. Kirche                          | es2       |                |             | Ja        | Gegossen für die lutherische Reinhardskirche, heute mit dem Gesamtgeläut im Turm der ehemaligen reformierten Kirche |
| 1692 | Schwalbach (Schöffengrund) | Ev. Kirche                          | b1-       | 220 kg         |             | Ja        | [ 16 ] |
| 1695 | Oberlauken                 | Ev. Kirche                          | b2-       |                |             | Ja        | [ 9 ] |
| 1696 | Oberursel (Taunus)         | Kath. St. Ursulakirche              | e1 −7     | 1.360 kg       | 1.263 mm    | Ja        | |
| 1696 | Lang-Göns                  | Ev. Jakobuskirche                   | dis1 −6   | 1.150 kg       | 1.265 mm    | Ja        | Gemeinsames Werk mit Antonius Fei. Einziges (größtenteils) erhaltenes Geläut aus einem Guss. Kleinste Glocke 1884 nach Sprung umgegossen. |
| 1696 | Lang-Göns                  | Ev. Jakobuskirche                   | fis1 +4   | 1.050 kg       | 1.180 mm    | Ja        | Gemeinsames Werk mit Antonius Fei. Einziges (größtenteils) erhaltenes Geläut aus einem Guss. Kleinste Glocke 1884 nach Sprung umgegossen. |
| 1696 | Lang-Göns                  | Ev. Jakobuskirche                   | gis1 +8   | 450 kg         | 925 mm      | Ja        | Gemeinsames Werk mit Antonius Fei. Einziges (größtenteils) erhaltenes Geläut aus einem Guss. Kleinste Glocke 1884 nach Sprung umgegossen. |
| 1696 | Lang-Göns                  | Ev. Jakobuskirche                   | Nein      |                |             |           | Gemeinsames Werk mit Antonius Fei. Einziges (größtenteils) erhaltenes Geläut aus einem Guss. Kleinste Glocke 1884 nach Sprung umgegossen. |
| 1697 | Bad Homburg vor der Höhe   | Schlosskirche                       |           |                |             | Nein      | [ 18 ] |
| 1697 | Hungen                     | Ev. Stadtkirche                     | fis1      |                |             | Ja        | Bürgerglocke |
| 1697 | Villingen                  | Ev. Kirche                          | fis1      |                |             | Nein      | 1829 umgegossen |
| 1698 | Langenbach (Weilmünster)   | Ev. Kirche                          |           |                |             | Ja        | [ 21 ] |
| 1698 | Langenbach (Weilmünster)   | Ev. Kirche                          | Ja        |                |             |           | [ 21 ] |
| 1699 | Oberndorf (Solms)          | Ev. Kirche                          | dis2      | 125 kg         | 610 mm      | Ja        | [ 22 ] |
| 1699 | Hausen-Oes                 | Ev. Kirche                          |           |                |             | Nein      | 1862 umgegossen |
| 1699 | Laufdorf                   | Ev. Kirche                          |           |                | 770 mm      | Ja        | [ 24 ] |
| 1701 | Ober-Rosbach               | Ev. Stadtkirche                     |           |                |             | Nein      | [ 1 ] |
| 1701 | Schwalbach (Schöffengrund) | Ev. Kirche                          | as1       | 270 kg         |             | Nein      | 1830 mit der Stadt Braunfels gegen eine andere Glocke getauscht. Im Zweiten Weltkrieg eingezogen, 1947 zurück, gesprungen, 1950 umgegossen. |
| 1701 | Leun                       | Ev. Kirche                          | ges1      |                | 935 mm      | Ja        | Betglocke/Hl. Dreieinigkeit |
| 1701 | Leun                       | Ev. Kirche                          | b1        |                | 830 mm      | Ja        | Mittagsglocke |
| 1702 | Röthges                    | Ev. Kirche                          |           |                |             | Nein      | 1879 umgegossen |
| 1702 | Ehringshausen (Gemünden)   | Ev. Michaeliskirche                 | fis1      |                |             | Ja        | [ 26 ] |
| 1703 | Friedberg (Hessen)         | Ev. Stadtkirche Unserer Lieben Frau | f1 +2     | 800 kg         | 1.150 mm    | Ja        | Elfuhrglocke. Neuzeitlich bei Geläutesanierung Riss geschweißt und Schlagring wiederhergestellt. |
| 1705 | Büttelborn                 | Ev. Kirche                          | g1        | 645 kg         | 1.000 mm    | Ja        | Gemeinsames Werk mit Philipp Schweitzer |
| 1705 | Stockstadt am Rhein        | Ev. Kirche                          | ges1      | 776 kg         | 1.089 mm    | Ja        | |
| 1705 | Stockstadt am Rhein        | Ev. Kirche                          | b1        | 450 kg         | 889 mm      | Ja        | Gemeinsames Werk mit Philipp Schweitzer |
| 1705 | Groß-Rohrheim              | Ev. Kirche                          | a1        |                | 910 mm      | Ja        | |
| 1705 | Groß-Rohrheim              | Ev. Kirche                          | h1        |                | 780 mm      | Ja        | |
| 1707 | Hochstadt                  | Ev. Wehrkirche St. Kilian           |           |                |             | Nein      | [ 8 ] |
| 1707 | Runkel                     | Ev. Kirche                          | fis1      | 750 kg         |             | Nein      | Umguss aus Glocke von 1700, im Ersten Weltkrieg zerschlagen |
| 1707 | Bergen                     | Laurentiuskirche                    | g1        | 622 kg         |             | Ja        | [ 28 ] |
| 1708 | Weilburg                   | Ev. Schlosskirche                   | e1        | 1.200 kg       | 1.220 mm    | Ja        | Mittagsglocke |
| 1708 | Weilburg                   | Ev. Schlosskirche                   | g1        | 820 kg         | 1.120 mm    | Nein      | Totenglocke |
| 1708 | Weilburg                   | Ev. Schlosskirche                   | a1        | 622 kg         | 1.000 mm    | Nein      | Gebetsglocke |
| 1708 | Langendiebach              | Ev. Kirche                          |           |                |             | Nein      | [ 14 ] |
| 1709 | Langenselbold              | Ev. Kirche                          |           |                |             | Unbekannt | Evtl. auch zwei Glocken |
| 1709 | Hadamar                    | Ev. Schlosskirche                   |           |                |             | Ja        | Silberglöckchen, kam 1829 als Geschenk von Wilhelm von Nassau-Oranien an die ev. Kirchengemeinde ins Schloss, hängt heute im Schlosssaal |
| 1710 | Gambach                    | Ev.-ref. Kirche                     | e1        | 993 kg         | 1.180 mm    | Ja        | Gemeinsames Werk mit Philipp Schweitzer |
| 1710 | Steindorf                  | Ev. Kirche                          | des2      |                |             | Ja        | |
| 1710 | Steinbrücken               | Ev. Kirche                          |           |                |             | Unbekannt | [ 9 ] |
| 1710 | Friedberg (Hessen)         | Ev. Stadtkirche Unserer Lieben Frau |           |                |             | Nein      | Stand bei einer Inventur Ende des 19. Jahrhunderts in der Sakristei |
| 1711 | Friedberg (Hessen)         | Ev. Stadtkirche Unserer Lieben Frau | b0 +5     | 3.200 kg       | 1.750 mm    | Ja        | Sonntagsglocke. Größte erhaltene Glocke Schmids, womöglich sein größtes Werk überhaupt. Neuzeitlich bei Geläutesanierung Schlagring wiederhergestellt. |
| 1711 | Bissenberg                 | Ev. Kirche                          |           |                | 550 mm      | Ja        | [ 6 ] |
| 1712 | Großen-Linden              | Ev. Kirche St. Peter                | d1 +      | 1.300 kg       | 1.300 mm    | Ja        | 10-Uhr-Glocke. Durterz |
| 1714 | Dillenburg                 | Altes Archivgebäude                 |           | 150 kg         | 630 mm      | Unbekannt | Inschrift: „DER KUTSCHEN UND REUTHER EINGANG / MELD ICH AN DURCH MEINEN KLANG / IN GOTTES NAMEN FLOS ICH 17 14 / DILMAN SCHMID ZU ASLAR GOS MICH“ |
| 1715 | Ober-Wöllstadt             | Kath. Kirche St. Stefanus           |           |                |             | Nein      | 1863 umgegossen |